# Chlaenius pensylvanicus
Chlaenius pensylvanicus är en skalbaggsart som beskrevs av Thomas Say. Chlaenius pensylvanicus ingår i släktet Chlaenius och familjen jordlöpare. Inga underarter finns listade i Catalogue of Life.